# هوفده
هوفده (به آلمانی: Hövede) یک شهر در آلمان است که در دیمارشن واقع شده‌است. هوفده ۶۴ نفر جمعیت دارد.